# Àrea marina del Sud de Ciutadella
Àrea marina del Sud de Ciutadella este o arie protejată (sit de importanță comunitară — SCI) din Spania întinsă pe o suprafață de 2.238,49 ha, integral marine.

## Localizare
Centrul sitului Àrea marina del Sud de Ciutadella este situat la coordonatele 39°55′27″N 3°57′36″E / 39.9243°N 3.9599°E.

## Înființare
Situl Àrea marina del Sud de Ciutadella a fost declarat sit de importanță comunitară în iulie 2000 pentru a proteja 2 specii de animale.

## Biodiversitate
Situată în ecoregiunile marină mediteraneană și mediteraneană, aria protejată conține 5 habitate naturale: Vegetație anuală la limita mareei, Faleze cu vegetație de Limonium spp. endemic de pe coastele mediteraneene, Dune mobile de-a lungul țărmului cu Ammophila arenaria („dune albe”), Straturi cu Posidonia (Posidonion oceanicae), Dune mobile cu vegetație embrionară.
La baza desemnării sitului se află mai multe specii protejate:
- mamifere (1): delfin mare (Tursiops truncatus)
- reptile (1): Caretta caretta